# جيف كالهون
جيف كالهون (بالإنجليزية: Jeff Calhoun)‏ هو لاعب كرة قاعدة أمريكي، ولد في 11 أبريل 1958 في لاغرانغ في الولايات المتحدة.

## وصلات خارجية
- جيف كالهون على موقع دوري كرة القاعدة الرئيسي (الإنجليزية)
- جيف كالهون على موقعبيزبول رفرنس.كوم (الدوري الرئيسي) (الإنجليزية)
- جيف كالهون على موقعبيزبول رفرنس.كوم (الدوري الثانوي) (الإنجليزية)
- جيف كالهون على موقع إي إس بي إن.كوم (أم.أل.بي) (الإنجليزية)
- جيف كالهون على موقع مشجعي الرسوم البيانية (الإنجليزية)